# Alberto Andrade
Alberto Manuel Andrade Carmona (ur. 24 grudnia 1943 w Limie, zm. 19 czerwca 2009), peruwiański polityk, alkad Limy od 1996 do 2002.
Studiował prawo na Uniwersytecie Św. Marka, wspomagał Popularną Partię Chrześcijańska do momentu gdy założył własną partię - Somos Perú. Były burmistrz dzielnicy Miraflores. Jego kadencja spowodowała rozwój dzielnicy, a po nim jego brat Fernando Andrade został burmistrzem Miraflores).
W 1995 wygrał wybory na alkada Limy, a urząd objął na początku 1996. Najważniejszymi jego projektami były:
- autostrada Javier Prado
- rozbudowa parków miejskich
- wprowadzenie systemu taksówkowego

W 1998 został na nowo wybrany na alkada. W 2000 wystartował w wyborach prezydenckich przeciwko aktualnemu prezydentowi - Alberto Fujimori. Otrzymał zaledwie 3% głosów i kontynuował kadencję alkada.
W 2002 po raz trzeci wystartował w wyborach na alkada. Obiecywał modernizację transportu. Przegrał na rzecz Luisa Castañeda Lossio z Partii Jedności Narodowej.
W wyborach w 2006 ubiegał się o urząd wiceprezydenta. Nie udało mu się to. Został natomiast członkiem Kongresu.